# Wolfgang Reeb
Wolfgang Reeb (* 22. Oktober 1954 in Kaiserslautern) ist ein deutscher Autor, Produzent und Schauspieler.

## Leben
Reeb wurde 1954 als das Kind einer deutschen Mutter französischer Herkunft und eines algerischstämmigen Franzosen in der rheinland-pfälzischen Stadt Kaiserslautern geboren. Er besuchte eine private Schauspielschule in Saarbrücken, wirkte in Werbefilmen und übernahm später Nebenrollen im Fernsehen, so in den saarländischen Tatort-Folgen Melinda (2013) und Totenstille (2016), bevor er auch als Filmproduzent und Drehbuchautor tätig wurde.
Zu Beginn der 1980er Jahre engagierte Reeb sich als Gastronom und Vorstandsmitglied des Gewerbevereins für die Belebung der Kaiserslauterner Altstadtgastronomie. In den Jahren von 1990 bis 2000 lebte er in Prag. Dort stellte er u. a. auf der dortigen Messe Kontakte für klein- und mittelständische Unternehmen aus Rheinland-Pfalz her. Über seine Zeit in Tschechien, welche in die Folgeereignisse der Ost-Westöffnung fiel, schrieb er 2009 sein biografisches Buch Wendezeit in Prag.
Ab 2013 wandte er sich dem Kurzfilm zu und wirkte hier in 12 lokalen Produktionen als Darsteller und Autor. Anschließend kamen drei Langfilme hinzu, so Jahr des Tigers (als Co-Produzent und Nebendarsteller), Orpheus’ Song (2019, als Co-Autor und Nebendarsteller) und Zeit der Monster (2020, Produzent, Co-Drehbuchautor, Hauptrolle).
2000 eröffnete Wolfgang Reeb im Saarbrücker Stadtteil St. Johann einen Kunst- und Kulturclub, in dem u. a. auch die Patentreffen des Max-Ophüls-Filmfestivals stattfinden.

## Filmografie
- 2013: Tatort: Melinda (Fernsehkrimi, ARD, Nebendarsteller)
- 2013: Waldesruh (Kurzfilm, Preis 2013 Flensburger Kurzfilmtage)[5][6]
- 2013: Grober Unfug (1. Preis Thalmässinger Kurzfilmtage)
- 2013: Rauchzeichen (Kurzfilm, vorgestellt auf dem Max-Opühls-Festival in Saarbrücken)
- 2013: Dekra Oldtimer (Werbefilm, Automotive, Hauptrolle)[7][8]
- 2014: Fürchtet Euch nicht (Kurzfilm, als Nebendarsteller)
- 2014: Sekundenschlaf (Kurzfilm, als einer der beiden Hauptdarsteller)
- 2016: Tatort: Totenstille (Fernsehkrimi, ARD, als Nebendarsteller)
- 2016: The Year Lost My Mind (Spielfilm, Nebenrolle)
- 2017: Happy Hour (Kurzfilm, in einer Nebenrolle)
- 2017: Jahr des Tigers (Spielfilm, als Co-Produzent)
- 2018: Ich bin Kunst (Mockumentary, eine der drei Hauptrollen)
- 2019: Orpheus’ Song (Spielfilm, als Co-Autor und Nebendarsteller)
- 2020: Zeit der Monster (Spielfilm, als Drehbuchschreiber und Hauptdarsteller)

## Bücher
- Wolfgang Reeb: Wendezeit in Prag. Agenda-Verlag, 2011, ISBN 3896884476 (eingeschränkte Vorschau in der Google-Buchsuche).
- Wolfgang Reeb: Ein Jahr unter Piraten. Satzweiss.com, 2011, ISBN 3845005149 (eingeschränkte Vorschau in der Google-Buchsuche).